# Baubeschlag-Taschenbuch
Das Baubeschlag-Taschenbuch war laut einem seiner Untertitel „ein Handbuch der täglichen Praxis für Architekten, Bautechniker, Schlosser, Schreiner, und Baubeschlaghändler“, später auch für „[…] Planer, Handwerker, Behörden, Industrie und Handel sowie Studenten und Auszubildende“. Das von einer Arbeitsgruppe von Baubeschlag-Fachleuten bearbeitete, jährlich herausgegebene Periodikum erschien zu Tür-, Fenster- und Möbelbeschlägen erschien anfangs zeitweilig parallel mit der Fachzeitschrift baubeschlag-magazin ab 1952 als Taschenbuch mit der Ausgabe 1.1953 in Duisburg, anfangs im Verlag Fachtechnik GmbH, nach der Umbenennung in den Mercator-Verlag und der Gert Wohlfahrt GmbH jeweils unter dem Dach des heutigen Verlagshauses Wohlfahrt bis zur 59. Ausgabe im Jahr 2011.

## Inhalt
Im Vorwort zur fünften Auflage von 1957 hob der Herausgeber die stärkere Hinwendung zur Praxis „neben der umfassenden und klar gegliederten Darstellung wesentlicher Fenster- und Türarten mit zugehörigen Beschlagsätzen und den zahlreichen Aufsätzen, die sich mit Einzelthemen des Beschlags und Anschlags grundlegend befassen“ hervor. Zudem wollte das Bauschlag-Taschenbuch eine Übersicht auch über die jeweils neuesten Entwicklungen zum Fachgebiet bieten.
Neben skizzenhaften Bau- und Detailzeichnungen, teils mit Abbildungslegenden, enthielt beispielsweise schon die Ausgabe von 1957 teils mehrfarbige, zumeist ganzseitige Werbung, die teils noch als mit Künstlersignatur versehene Werbegrafiken entworfen worden waren. So finden sich in den 1950er Jahren mitunter auf Spezialpapier eingefügte Werbebeispiele etwa der Firmen Zeiss Ikon, BKS, Wilh. Abendroth, Dörken & Mankel KG mit ihrem Türschließer Marke DORMA, WILKA, HEWI oder effeff (mit der Künstlersignatur G im liegenden Oval). Zusätzlich fanden sich Annoncen für thematisch nahestehende Fachzeitschriften.